# Vinodol (dal i Kroatien)
Vinodol är en dal i Kroatien. Den ligger i den centrala delen av landet, 120 km sydväst om huvudstaden Zagreb.